# Cantonul Ham
Cantonul Ham este un canton din arondismentul Péronne, departamentul Somme, regiunea Picardia, Franța.

## Comune
- Athies
- Brouchy
- Croix-Moligneaux
- Devise
- Douilly
- Ennemain
- Eppeville
- Esmery-Hallon
- Ham (reședință)
- Matigny
- Monchy-Lagache
- Muille-Villette
- Offoy
- Quivières
- Sancourt
- Tertry
- Ugny-l'Equipée
- Villecourt
- Y